# گرانشنو
گرانشنو (به لهستانی:  Grąsino) یک روستا در لهستان است که در گمینا سووپسک واقع شده‌است. گرانشنو ۵۲۲ نفر جمعیت دارد.